# Ferdinand Ignaz Hinterleithner
Ferdinand Ignaz Hinterleithner (* um 1659 in Neuberg an der Mürz; † 2. Dezember 1710 in Wien) war ein österreichischer Beamter, Lautenist und Komponist des Barocks.

## Leben und Wirken
Über Ferdinand Ignaz Hinterleithners Leben und Wirken gibt es bislang nur wenige Hinweise, diese stammen größtenteils aus den in der Widmung seiner Sammlung vermerkten Aussagen. Hauptberuflich war er ein Beamter der Wiener Hofbuchhalterei. Seine konzertanten Kompositionen für Laute und Violine (Diskantgambe) und Bass wurden 1699 in Wien gedruckt. Widmungsträger waren Kaiser Joseph I. und seine Frau Wilhelmine Amalie. Der Kaiser gewährte Hinterleitner zum Schutz seiner Werke ein Druckprivileg für drei Jahre. Einzelne Werke aus diesem Druck finden sich in verschiedenen Sammlungen (so in den Bibliotheken von Kremsmünster und Klosterneuburg) im deutschen Sprachraum.

## Diskografie
- Suiten Nr. 1, 2, 4, 5, 7, 9, 10 für Laute und 2 Gamben, Lutz Kirchhof und das Liuto Concertato Ensemble (2008)
- Suite Nr. 6 C-dur für Laute, Geige und Viola da Gamba, mit Vorbereitung von Grzegorz Joachimiak: Saint Amour. Musik aus den handschriftlichen Lautentabulaturen der Grüssauer Zisterzienser (2013)

## Werkausgaben (Auswahl)
- Hubert Zanoskar (Hrsg.): Gitarrenspiel alter Meister. Original-Musik des 16. und 17. Jahrhunderts. Band 1. B. Schott’s Söhne, Mainz 1955 (= Edition Schott. Band 4620), S. 20 f. (Menuett von F.I.  Hintherleitner, 1699) mit S. 24 (biographische Notiz).